# 1996 KO1
1996 KO1 är en asteroid i huvudbältet som upptäcktes den 17 maj 1996 av Beijing Schmidt CCD Asteroid Program vid Xinglong-observatoriet.